# Erebia rileyi
Erebia rileyi är en fjärilsart som beskrevs av Dos Passos 1947. Erebia rileyi ingår i släktet Erebia och familjen praktfjärilar. Inga underarter finns listade i Catalogue of Life.